# Андриё, Жюли
Жюли Андриё (фр. Julie Andrieu; род. 27 февраля 1974, Париж) — французская телеведущая и гастрономический критик.

## Биография
Жюли — дочь актрисы Николь Курсель. Она двоюродная сестра писателя Марка Леви и актрисы Кати Андриё.
В 1991 году, получив степень бакалавра литературы, она в одиночестве провела несколько месяцев в Непале, Индии и на Шри-Ланке. Там она занималась фотожурналистикой, продавая свои снимки журналам Paris Match и Elle. В 18 лет она стала фотографом France Soir, где познакомилась с другим фотографом Жаном-Мари Перье, на тридцать четыре года старше Жюли, с которым она пробыла в отношения около полутора лет.
Именно Перье уговорил Жюли обратилась к миру кулинарии. В 1999 году она опубликовала свою первую кулинарную книгу «Кухня Жюли», а в 1999 году стала гастрономическим критиком  ресторанного Guide Lebey на последующие 10 лет. С 2001 года она вела несколько радио- и телепрограмм о кулинарии.

## Личная жизнь
Андриё вышла замуж за французского нейрохирурга Стефана Делажу в августе 2010 года. У пары есть сын Адриан (род. 2012) и дочь Гайя (род. 2015).
В мае 2024 года семья переехала в Рим.
Имя Жюли Андриё носит сорт роз.